# Amillis
Amillis és un municipi francès, situat al departament del Sena i Marne i a la regió d'Illa de França. L'any 2007 tenia 762 habitants.
Forma part del cantó de Coulommiers, del districte de Meaux i de la Comunitat de comunes del Pays de Coulommiers.

## Demografia

### Població
El 2007 la població de fet d'Amillis era de 762 persones. Hi havia 282 famílies, de les quals 56 eren unipersonals (32 homes vivint sols i 24 dones vivint soles), 67 parelles sense fills, 127 parelles amb fills i 32 famílies monoparentals amb fills.
La població ha evolucionat segons el següent gràfic:
Habitants censats

### Habitatges
El 2007 hi havia 349 habitatges, 276 eren l'habitatge principal de la família, 36 eren segones residències i 37 estaven desocupats. 318 eren cases i 29 eren apartaments. Dels 276 habitatges principals, 213 estaven ocupats pels seus propietaris, 54 estaven llogats i ocupats pels llogaters i 9 estaven cedits a títol gratuït; 4 tenien una cambra, 19 en tenien dues, 34 en tenien tres, 70 en tenien quatre i 149 en tenien cinc o més. 210 habitatges disposaven pel capbaix d'una plaça de pàrquing. A 115 habitatges hi havia un automòbil i a 143 n'hi havia dos o més.

### Piràmide de població
La piràmide de població per edats i sexe el 2009 era:
| Homes | Edats   | Dones |
| ----- | ------- | ----- |
| 0     | 95 o +  | 0     |
| 0     | 90 a 94 | 0     |
| 4     | 85 a 89 | 8     |
| 0     | 80 a 84 | 0     |
| 4     | 75 a 79 | 20    |
| 28    | 70 a 74 | 12    |
| 8     | 65 a 69 | 12    |
| 8     | 60 a 64 | 24    |
| 4     | 55 a 59 | 4     |
| 12    | 50 a 54 | 8     |
| 36    | 45 a 49 | 28    |
| 32    | 40 a 44 | 40    |
| 44    | 35 a 39 | 32    |
| 36    | 30 a 34 | 36    |
| 20    | 25 a 29 | 20    |
| 16    | 20 a 24 | 12    |
| 32    | 15 a 19 | 28    |
| 36    | 10 a 14 | 20    |
| 8     | 5 a 9   | 44    |
| 20    | 0 a 4   | 28    |

## Economia
El 2007 la població en edat de treballar era de 503 persones, 390 eren actives i 113 eren inactives. De les 390 persones actives 354 estaven ocupades (188 homes i 166 dones) i 37 estaven aturades (17 homes i 20 dones). De les 113 persones inactives 31 estaven jubilades, 41 estaven estudiant i 41 estaven classificades com a «altres inactius».

### Ingressos
El 2009 a Amillis hi havia 285 unitats fiscals que integraven 741 persones, la mediana anual d'ingressos fiscals per persona era de 20.175 €.

### Activitats econòmiques
Dels 41 establiments que hi havia el 2007, 1 era d'una empresa de fabricació de material elèctric, 5 d'empreses de fabricació d'altres productes industrials, 7 d'empreses de construcció, 13 d'empreses de comerç i reparació d'automòbils, 1 d'una empresa d'hostatgeria i restauració, 2 d'empreses d'informació i comunicació, 3 d'empreses immobiliàries, 5 d'empreses de serveis, 2 d'entitats de l'administració pública i 2 d'empreses classificades com a «altres activitats de serveis».
Dels 8 establiments de servei als particulars que hi havia el 2009, 1 era un taller de reparació d'automòbils i de material agrícola, 1 guixaire pintor, 3 fusteries, 2 electricistes i 1 empresa de construcció.
L'any 2000 a Amillis hi havia 14 explotacions agrícoles que ocupaven un total de 1.573 hectàrees.

## Equipaments sanitaris i escolars
El 2009 hi havia una escola elemental integrada dins d'un grup escolar amb les comunes properes formant una escola dispersa.

## Poblacions més properes
El següent diagrama mostra les poblacions més properes.